# 寧夏將軍
寧夏將軍，全稱鎮守寧夏等處地方將軍，為清朝的驻防将军，屬從一品武官，下轄八旗兵約3500人，是駐紮在甘肅省所有八旗兵丁及工匠的最高軍政長官。按清制須由旗人出任該職位，官署設立在寧夏府，被稱為「寧夏將軍衙門」，為雍正二年十月二十五日（1724年12月10日）在撫遠大將軍年羹堯疏奏後設立。
寧夏將軍一職，最初是在清朝雍正二年（1724年）首次設立，由原正黃旗蒙古都統，署理西安將軍三等男蘇丹出任。寧夏駐防八旗直屬清朝皇帝，平時行政、軍事、司法事務由寧夏將軍統轄管理，駐防旗人戶籍事務則咨送京師的八旗都統衙門管理，兵部和當地督撫官員無權管轄。最後一任寧夏將軍台布在民國二年（1914年）時與寧夏的革命軍和平谈判，當地八旗兵丁和其眷屬的安置也被妥善處理，這也正式宣告這個設立時間達188年的武將職位的終結。

## 设立
寧夏將軍在雍正二年（公元1724年）時所設立，是因為撫遠大將軍年羹堯，在與聯合青海蒙古各部一起反清的「達賴琿台吉」羅卜藏丹津交戰時，上疏認為在甘肅寧夏府所駐紮的滿洲兵丁上，應該設立將軍一員和兩員副都統等八旗軍官，好方便朝廷統轄和管理該地的八旗軍，而後才設立的。

## 兵制
根據《欽定八旗通志·卷三十五·兵制志四》：
- 從一品－寧夏將軍一人〈駐劄寧夏府〉
- 正二品－寧夏駐防副都統一人
- 從三品－寧夏駐防協領五人
- 正四品－寧夏駐防佐領十九人
- 正五品－寧夏駐防防禦二十四人
- 正五品－寧夏駐防步營防禦二人
- 正六品－寧夏駐防驍騎校二十四人
- 筆帖式三人
- 八旗滿洲蒙古委前鋒校十六人
- 前鋒一百八十四名
- 鳥槍領催四十八名
- 鳥鎗驍騎九百五十二名
- 礮領催八名
- 礮驍騎九十二名
- 領催七十二名
- 驍騎八百二十八名
- 鳥鎗步軍四百名
- 步軍二百名
- 養育兵六百名
- 弓箭鐵匠各二十四名

## 歷任寧夏將軍
| 任職者       | 任期              | 旗籍                     | 接任前官職                                 | 卸任後官職                     | 備註                                     |
| ------------ | ----------------- | ------------------------ | ------------------------------------------ | ------------------------------ | ---------------------------------------- |
| 蘇丹         | 雍正2年-雍正3年   | 正黃旗滿洲               | 正黃旗蒙古都統署理西安將軍                 | 正紅旗滿洲都統兼管右翼前鋒統領 | 三等男，諡勤僖                           |
| 席伯         | 雍正3年-雍正8年   |                          | 步軍營翼尉加副都統銜                       | 湖廣總督                       |                                          |
| 常賚         | 雍正8年-雍正9年   | 鑲白旗滿洲               | 刑部右侍郎                                 | 鎮安將軍                       | 署理                                     |
| 傅泰         | 雍正9年-雍正13年  | 滿洲                     | 戶部右侍郎                                 | 正紅旗滿洲都統                 | 雍正10年調都統，仍署                     |
| 卓鼐         | 雍正10年-雍正12年 | 正藍旗滿洲               | 寧夏右翼副都統                             | 革職                           | 三等男，署鎮安將軍印                     |
| 阿魯         | 雍正12年-乾隆5年  |                          | 天津滿洲水師營都統                         |                                |                                          |
| 都賚         | 乾隆5年-乾隆16年  | 正藍旗滿洲               | 鑲黃旗滿洲都統                             | 西安將軍                       |                                          |
| 巴海         | 乾隆16年-乾隆20年 |                          | 盛京副都統                                 | 天津滿洲水師營都統             | 雲騎尉                                   |
| 和起         | 乾隆20年-乾隆21年 | 鑲藍旗滿洲               | 寧夏副都統                                 | 戰死                           | 一等伯、兼巴里坤辦事大臣，諡武烈         |
| 舍圖肯       | 乾隆21年-乾隆24年 | 滿洲                     | 青州將軍                                   | 廣州將軍                       |                                          |
| 達色         | 乾隆24年-乾隆30年 |                          | 青州將軍                                   | 正藍旗蒙古都統                 |                                          |
| 覺羅永泰     | 乾隆30年-乾隆31年 | 鑲黃旗滿洲               | 直隸古北口提督                             | 過世                           | 覺羅，諡恪靖                             |
| 額僧格       | 乾隆31年-乾隆32年 | 鑲藍旗滿洲               | 山西大同鎮總兵                             | 杭州將軍                       |                                          |
| 穆爾泰       | 乾隆32年-乾隆33年 |                          | 京口副都統                                 | 杭州將軍                       |                                          |
| 偉善         | 乾隆33年-乾隆38年 |                          | 涼州副都統                                 | 福州副都統                     |                                          |
| 傅良         | 乾隆38年-乾隆40年 | 鑲黃旗滿洲               | 署理正紅旗蒙古都統                         | 領侍衛內大臣兼西安將軍         | 一等敦惠伯兼一雲騎尉，諡恭勤             |
| 三全         | 乾隆40年-乾隆43年 | 正紅旗滿洲               | 熱河副都統                                 | 革職                           |                                          |
| 和隆武       | 乾隆43年          | 正黃旗滿洲               | 正藍旗蒙古都統兼御前侍衛                   | 吉林將軍                       | 三等果勇侯，諡壯毅                       |
| 札什札木素   | 乾隆43年-乾隆44年 |                          | 山海關副都統                               | 降三級調用                     |                                          |
| 宗室莽古賚   | 乾隆44年-乾隆49年 | 正藍旗滿洲               | 盛京副都統                                 | 杭州將軍                       | 宗室三等奉國將軍                         |
| 宗室嵩椿     | 乾隆49年-乾隆51年 | 鑲藍旗滿洲               | 綏遠城將軍                                 | 綏遠城將軍                     | 宗室奉恩輔國公，諡勤僖                   |
| 積福         | 乾隆49年-乾隆51年 | 鑲黃旗蒙古               | 綏遠城將軍                                 | 正白旗蒙古都統                 |                                          |
| 旺沁班巴爾   | 乾隆52年-乾隆55年 | 西套蒙古阿拉善厄魯特旗   | 寧夏副都統                                 | 乾清門行走                     | 阿拉善旗扎薩克親王、多羅額駙             |
| 圖桑阿       | 乾隆55年-乾隆57年 | 正白旗滿洲               | 荊州將軍                                   | 綏遠城將軍                     | 一等昭武侯                               |
| 隆興         | 乾隆57年-乾隆58年 | 正白旗滿洲               | 熊岳副都統                                 | 鑲紅旗漢軍都統                 | 一等褒績公                               |
| 宗室永琨     | 乾隆58年-乾隆59年 | 正藍旗滿洲               | 荊州將軍                                   | 綏遠城將軍                     | 宗室不入八分輔國公                       |
| 保成         | 乾隆59年-嘉慶3年  | 鑲紅旗滿洲               | 熱河副都統                                 | 過世                           |                                          |
| 富楞泰       | 嘉慶3年           | 鑲藍旗滿洲               | 涼州副都統                                 | 過世                           |                                          |
| 德勒格楞貴   | 嘉慶3年-嘉慶4年   | 正白旗蒙古               | 正白旗滿洲副都統                           | 鑲黃旗蒙古都統                 | 一等子                                   |
| 宗室斌寧     | 嘉慶4年           | 鑲紅旗滿洲               | 鑲黃旗漢軍都統                             | 過世                           | 宗室奉恩鎮國公                           |
| 蘇寧阿       | 嘉慶5年-嘉慶7年   | 正白旗蒙古               | 甘肅提督                                   | 署理甘肅提督                   |                                          |
| 賽沖阿       | 嘉慶7年-嘉慶9年   | 正黃旗滿洲               | 西安將軍                                   | 西安將軍                       | 騎都尉，諡襄勤                           |
| 興奎         | 嘉慶9年-嘉慶14年  | 鑲白旗滿洲               | 西安將軍                                   | 烏魯木齊都統                   | 奢特親巴圖魯                             |
| 珠隆阿       | 嘉慶14年          | 正黃旗滿洲               | 鑲藍旗蒙古副都統                           | 過世                           | 捷勇巴圖魯                               |
| 隆福         | 嘉慶14年-嘉慶15年 | 正紅旗滿洲               | 鑲黃旗蒙古副都統、駐藏幫辦大臣             | 過世                           |                                          |
| 宗室富色鏗額 | 嘉慶15年-嘉慶18年 | 正紅旗滿洲               | 涼州副都統                                 | 一等侍衛大門侍衛               | 宗室一等輔國將軍                         |
| 福會         | 嘉慶18年-嘉慶19年 | 鑲黃旗滿洲               | 正藍旗蒙古都統                             | 召京署理正黃旗蒙古副都統       |                                          |
| 穆克登布     | 嘉慶19年          | 鑲黃旗滿洲               | 西安將軍                                   | 江寧將軍                       | 未到任                                   |
| 德英阿       | 嘉慶19年-嘉慶22年 | 黑龍江駐防鑲藍旗滿洲     | 都統銜寧古塔副都統                         | 成都將軍署四川總督             | 雲騎尉，巴圖巴圖魯                       |
| 祥保         | 嘉慶22年-嘉慶24年 | 鑲黃旗滿洲               | 察哈爾都統                                 | 福州將軍                       |                                          |
| 格布舍       | 嘉慶24年-道光6年  | 正白旗滿洲               | 一等侍衛乾清門侍衛                         | 烏里雅蘇臺將軍                 | 騎都尉，庫奇特巴圖魯，諡昭武             |
| 慶山         | 道光6年-道光8年   | 正藍旗滿洲               | 西安將軍                                   | 降調二等侍衛                   |                                          |
| 英和         | 道光8年           | 內務府正白旗包衣滿洲佐領 | 熱河都統                                   | 因病解任                       | 進士出身                                 |
| 昇寅         | 道光8年-道光9年   | 鑲黃旗滿洲               | 熱河都統                                   | 成都將軍                       | 舉人出身，諡勤直                         |
| 富爾嵩阿     | 道光9年           | 歸化城副都統             | 熱河都統                                   | 因病解任                       |                                          |
| 格布舍       | 道光9年-道光10年  | 正白旗滿洲               | 正白旗蒙古都統兼健銳營總統大臣             | 過世                           | 騎都尉，庫奇特巴圖魯，諡昭武             |
| 特依順保     | 道光10年-道光12年 | 正白旗滿洲               | 綏遠城將軍                                 | 西安將軍                       | 雲騎尉，奇成額巴圖魯                     |
| 和世泰       | 道光12年-道光18年 | 鑲黃旗滿洲               | 內大臣兼圓明園八旗內務府三旗護軍營總統大臣 | 杭州將軍                       | 三等承恩公                               |
| 特依順       | 道光18年-道光21年 | 正藍旗滿洲               | 密雲副都統                                 | 都統銜參贊大臣                 |                                          |
| 舒倫保       | 道光21年-咸豐元年 | 鑲黃旗滿洲               | 齊齊哈爾副都統                             | 西安將軍                       | 諡果慎                                   |
| 宗室成凱     | 咸豐元年-咸豐5年  | 鑲紅旗滿洲               | 正黃旗滿洲副都統                           | 綏遠城將軍                     | 諡敬靖                                   |
| 托雲保       | 咸豐5年-咸豐8年   | 吉林駐防正黃旗滿洲       | 御前侍衛兼鑲紅旗滿洲副都統                 | 因病解任                       | 諡剛恪                                   |
| 倭什琿布     | 咸豐8年-咸豐10年  | 鑲紅旗滿洲               | 烏魯木齊都統                               | 理藩院尚書                     | 繙譯進士出身                             |
| 宗室奕樑     | 咸豐10年-同治2年  | 鑲白旗滿洲               | 寧夏副都統                                 | 因病解任                       | 宗室奉恩鎮國公                           |
| 慶昀         | 同治2年-同治4年   | 正白旗滿洲               | 察哈爾都統                                 | 過世                           | 諡莊恪                                   |
| 穆圖善       | 同治4年-光緒2年   | 黑龍江駐防鑲黃旗滿洲     | 荊州將軍                                   | 革職                           | 雲騎尉，諡果勇                           |
| 克蒙額       | 光緒2年-光緒4年   | 正白旗漢軍               | 西安將軍                                   | 西安將軍                       | 庫奇勒巴圖魯                             |
| 善慶         | 光緒4年-光緒9年   | 黑龍江駐防正紅旗漢軍     | 鑲白旗蒙古都統                             | 江寧將軍                       | 濟特固勒忒依巴圖魯，二等輕車都尉，諡勤敏 |
| 宗室奕榕     | 光緒9年-光緒11年  | 鑲白旗滿洲               | 寧夏副都統                                 | 因病解任                       | 宗室已革奉恩將軍                         |
| 維慶         | 光緒11年-光緒14年 | 鑲黃旗滿洲               | 錦州副都統                                 | 過世                           | 一等承恩侯                               |
| 宗室鍾泰     | 光緒14年-光緒25年 | 正藍旗滿洲               | 廣州副都統                                 | 因病解任                       |                                          |
| 色普徵額     | 光緒24年-光緒26年 | 正藍旗滿洲               | 寧夏副都統                                 |                                | 兼署                                     |
| 綽哈布       | 光緒25年          | 正黃旗滿洲               | 錦州副都統                                 | 成都將軍                       | 未到任                                   |
| 錫振         | 光緒25年-光緒26年 | 正白旗蒙古               | 西安右翼副都統                             | 解任                           |                                          |
| 色普徵額     | 光緒26年-光緒33年 | 正藍旗滿洲               | 寧夏副都統                                 | 召京，因病解任                 |                                          |
| 增祺         | 光緒33年          | 密雲駐防鑲白旗滿洲       | 丁憂前盛京將軍                             | 正黃旗蒙古都統                 | 未到任。諡簡愨                           |
| 宗室台布     | 光緒33年-民國元年 | 正紅旗滿洲               | 正黃旗蒙古都統                             |                                |                                          |
| 常連         | 民國元年-民國2年  | 寧夏駐防正紅旗滿洲       | 寧夏副都統                                 | 正黃旗烏槍護軍參領             | 國務總理呈臨時大總統任命                 |
| 馬福祥       | 民國2年-民國3年   | 甘肅省蘭州府河州         | 寧夏鎮總兵、陸軍中將銜步兵上校             | 綏遠都統                       | 國務總理呈大總統任命寧夏護軍使兼寧夏將軍 |